# 이카이노
이카이노(猪飼野)는 오사카부 오사카시 히가시나리구 · 이쿠노구와  히라노가와 구 하도우기시 일대의 지역이다.

## 개요
구 히가시나리군 쓰루하시정의 대자의 하나로, 현행 주소 표기 의 실시(1973년) 전에는 이노사키노 오도리・이노키노니시・이노키노노우치・이노키노 히가시라는 지역 이름이 있었다. 현재의 히가시나리구 타마즈·오이마리 니시의 각 일부, 이쿠노구 나카가와니시의 전역 및 쓰루하시·모모타니·카츠야마 북·카츠야마 미나미·샤리지·나카가와·타지마의 각 일부에 해당한다.

## 역사
고대 인덕천황의 시대에 많은 '도래인 '이 이곳에 왔다. 그 도래인들이 돼지를 길들이는 풍습이 있었기 때문에 이 지역을 '이노이노'라고 부르게 된다. 또한 문헌상 일본에서 가장 오래된 다리가 이곳을 흐르는 '백제강"(현재平野川)에  놓여진 다리였으며, 그 후에 에도 시대에는 쯔루바시라고 했으며, 현재의 「쓰루하시」(학다리)의 지명의 기원이 되었다.
1945년 일본의 제2차 세계대전 패전 후 제주도 출신자의 약 3분의 2 정도는 제주도로 돌아갔지만, 1948년에 일어난 제주도 4·3 사건 이후 다시 일본으로 대량으로 이주해왔다. 이후 재일한국·조선인으로서 이곳에 뿌리를 둔 사람들에 의해 코리아타운이 형성되어 갔다. 제법건친회는 제주도 법환리 (법환리, 현재 서귀포시 법환동) 출신자 단체로 1929년 삼익고무를 경영하던 강흥옥이 조직했다. 제법청년회의 후계단체이다 .

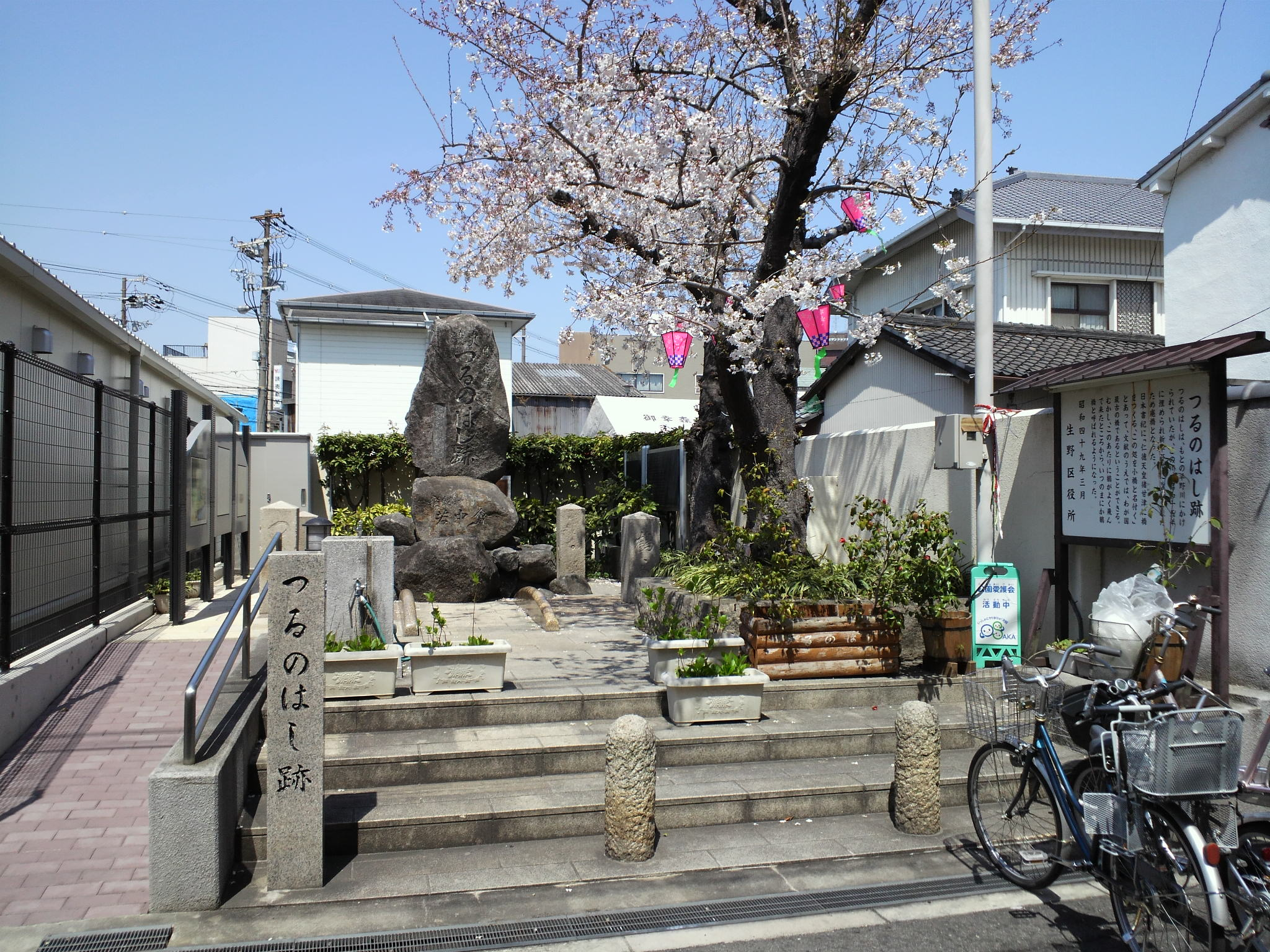
츠루노 가시터 공원
(공원 입구 앞의 도로 위에 다리가 있었다.)

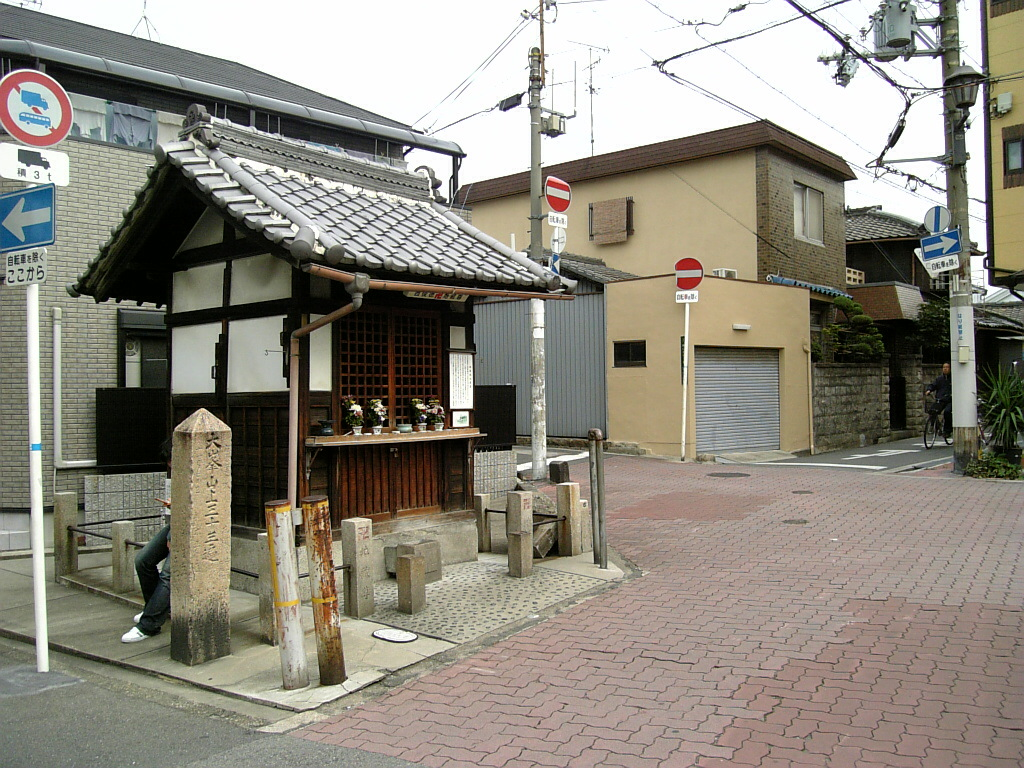
니시슌토쿠 지조(이쿠노구 카츠야마 키타 4초메) 이 근처가 구 대자 이노기리노의 코지 마을이다. 단지 촬영자가 서 있는 위치·왼쪽 일방통행 표지판이 있는 도로 부분에 한 때 구 히라노 강이 흐르고 있었다.

## 같이 보기
- 파친코 (드라마)